# Ray Owes
Raymond "Ray" Owes (San Bernardino, California; 11 de diciembre de 1972) es un exjugador de baloncesto estadounidense que jugó una temporada en la NBA, además de hacerlo en la liga australiana y la liga italiana. Con 2,06 metros de estatura, lo hacía en la posición de ala-pívot.

## Trayectoria deportiva

### Universidad
Jugó durante cuatro temporadas con los Wildcats de la Universidad de Arizona, en las que promedió 9,8 puntos y 6,0 rebotes por partido. En 1994 fue el máximo reboteador de la Pacific-10 Conference, con 8,1 capturas por encuentro, y al año siguiente fue incluido en el mejor quinteto de la conferencia.

### Profesional
Tras no ser elegido en el Draft de la NBA de 1995, jugó una temporada en los Geelong Supercats de la liga australiana, firmando al año siguiente como agente libre por los Golden State Warriors. Allí jugó una temporada como suplente de Joe Smith en la que promedió 3,1 puntos y 2,9 rebotes por partido.
Tras no renovar, regresó a Australia para jugar en los Townsville Suns. En 1998 fichó por el Mens Sana Basket Siena de la liga italiana, con los que disputó únicamente 10 partidos, en los que promedió 9,2 puntos y 5,6 rebotes.
En 1999 probó con los Sacramento Kings, pero no llegó a jugar en competición oficial con el equipo, acabando su carrera de nuevo en la liga australiana, en los Melbourne Tigers y en los Townsville Crocodiles.

## Estadísticas de su carrera en la NBA

### Temporada regular
| Temporada | Edad | Equipo                | Liga | Pos. | P  | TIT | MIN  | TC  | TCA | %TC  | 3P  | 3PA | %3P  | 2P  | 2PA | %2P  | TL  | TLA | %TL  | R.OF. | R.DEF. | REB | ASIS | ROB | TAP | PER | FP  | PTS |
| 1996-97   | 24   | Golden State Warriors | NBA  | PF   | 57 | 1   | 10.4 | 1.3 | 3.2 | .417 | 0.0 | 0.1 | .200 | 1.3 | 3.1 | .423 | 0.5 | 0.8 | .565 | 1.1   | 1.7    | 2.9 | 0.3  | 0.3 | 0.4 | 0.4 | 1.5 | 3.1 |
| Total     |      |                       | NBA  |      | 57 | 1   | 10.4 | 1.3 | 3.2 | .417 | 0.0 | 0.1 | .200 | 1.3 | 3.1 | .423 | 0.5 | 0.8 | .565 | 1.1   | 1.7    | 2.9 | 0.3  | 0.3 | 0.4 | 0.4 | 1.5 | 3.1 |